# S Ori 52
S Ori 52 är en ensam stjärna belägen i den södra delen av stjärnbilden Orion. Den har en skenbar magnitud av ca 20,95 och kräver ett teleskop med kamera för att kunna observeras.

## Egenskaper
S Ori 52 är ett astronomiskt objekt inom stjärnhopen Delta Orionis i spektralklassen L. Objektet observerades först av Maria Rosa Zapatero Osorio vid W.M. Keck Observatory på Mauna Kea.

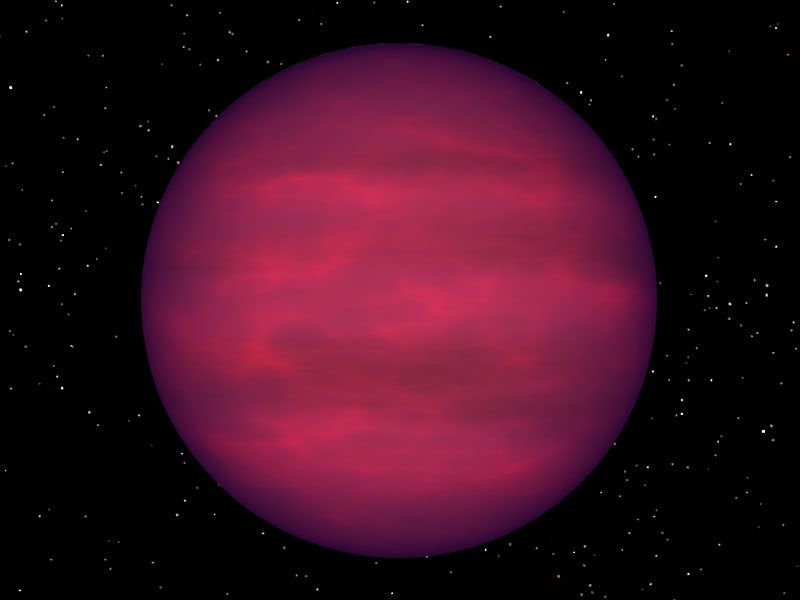
Brun dvärg, nära infrarör källa.

S Ori 52 beräknas ha en massa mellan 2 och 8 jupitermassor. Objektets exakta natur är fortfarande diskuterad och studier visar att det kan vara en sub-brun dvärg, en vild planet, eller att det helt enkelt kan vara en äldre brun dvärg som ligger i förgrunden av Orionishopen.